# Филимонов, Олег Николаевич
Оле́г Никола́евич Филимо́нов (укр. Олег Миколайович Філімонов; род. 26 февраля 1952, Николаев) — советский и украинский актёр театра и кино, сценарист, филолог, предприниматель, педагог, телеведущий, пародист, шоумен, комик и музыкант родом из Николаева. Участник команды КВН «Одесские джентльмены». Ведущий телепередач «Джентльмен-шоу», «Филимонов и компания», «Камера смеха». Народный артист Украины (2020). В 2020 году — кандидат на пост главы города Одессы от партии Слуга народа.

## Биография
Родился в семье преподавателей: историка Николая Фёдоровича (род. 16 октября 1926, преподавал историю КПСС), и филолога Белы Лейзеровны (род. 22 июня 1929) Филимоновых. Имеет русское происхождение по отцу и еврейское по матери. В детстве воспитывался преимущественно бабушкой по материнской линии. Олег похож на свою маму. В детстве хорошо пел итальянские песни на слух, хотя языка не знал, учился в музыкальной школе по классу аккордеона.

### Музыкант
В 16 лет подрабатывал в ресторане: играл на гитаре и пел, потом — на саксофоне, позднее играл на клавишных инструментах.
В 16 лет, приехав из Николаева, поступил на факультет романо-германской филологии Одесского государственного университета. Играл и пел в ансамбле, работал певцом и музыкантом в ресторане морского вокзала. В 1974 году купил «Запорожец». Позже у него были «Жигули»: «пятёрка», «шестёрка», «семёрка»...

### Преподаватель
После окончания университета 19 лет преподавал английский язык в этом же вузе на кафедре романо-германской филологии, был доцентом кафедры.
Перед защитой кандидатской вступил в КПСС. Олег подрабатывал репетиторством, давал частные уроки английского языка, — но, когда стал играть в КВН, у него на это уже не было времени.
В 1985 году защитил диссертацию на соискание учёной степени кандидата филологических наук по теме «Стилистические функции ритмизации англоязычной художественной прозы».
Написал докторскую, готовился её защитить, но не стал этого делать.
В 1990-е годы он бросил работу, так как СССР развалился и престиж профессии резко упал. Вдобавок ко всему перестали платить зарплату. Предлагали стать заведующим кафедрой.

### КВН и телевидение
Валерий Хаит набирал команду КВН «Одесские джентльмены», и ему был нужен музыкальный руководитель. Олега вызвали в партком и сказали, что он должен пойти в эту команду, чтобы присмотреть за студентами. КВН ему очень понравился.
Со второй супругой Ларисой, которая была чемпионкой УССР по настольному теннису, познакомился в 1975 году, когда оба были в браке. Поженились 19 сентября 1980 года, жили в коммунальной квартире, где у Ларисы была своя комната. Олег принёс стереомагнитофон «Юпитер», а первой совместной покупкой был телевизор. Позже обменяли комнату с доплатой на двухкомнатную квартиру. Лариса окончила мехмат. Работала библиотекарем, позже преподавала математику в старших классах. Олег купил ей офис, где она работала фитодизайнером, позже стала домохозяйкой по настоянию мужа и дочери.
Жена Лариса была против КВН. Она хотела, чтобы Олег защитил докторскую и давал частные уроки. Сказала, что «…выходила замуж за доцента, а не за клоуна».
За недельные гастроли «Джентльменов» Олег купил автомобиль, и жена сменила своё отношение к КВНу. С командой Олег объездил с гастролями весь Советский Союз.
С 1991 года по 31 декабря 2005 год работал ведущим и актёром юмористической передачи «Джентльмен-шоу», в 2005 году появилась юмористическая передача «Вечерний квартал» на том же телеканале «Интер».
Участвовал в Маски-шоу, вёл передачи: «Филимонов и компания» и «Сделай мне смешно», «Камера смеха», «Смеходром».
Писал сценарии для передач «Голые и смешные» и «Приколисты».
Утверждал в 2007 году, что может по памяти рассказать тысячи анекдотов.

### Кино
В кино снимался мало, играл официанта и милиционеров.

### Бизнес
В начале 90-х у него был бизнес — торговал металлом с англичанами и китайцами, заработал миллионы, но у него произошёл конфликт с партнёрами, они оставили его без денег, он ушёл из компании, оставив всё.
Совладелец кинотеатра «Золотой Дюк».

### Политика
Не поддержал в 2014 году аннексию Россией Крыма и отказался от поездок в Россию после начала войны.
30 августа 2020 года выдвинул свою кандидатуру на местных выборах от партии Слуга народа на пост главы города Одессы, получив предложение лично от президента Украины Владимира Зеленского. В первом туре занял 4-е место (9,87 %, 20388 голосов), уступив действующему мэру Геннадию Труханову (37,54 %, 77518), представителю ОПЗЖ Николаю Скорику (19,06 %, 39351) и кандидату от Европейской солидарности Петру Обухову (11,26 %, 23257).

## Награды
- Народный артист Украины (2020)
- Заслуженный артист Украины
- Филимонов — обладатель наград «Золотой Остап», ТЭФИ, «Телетриумф», лауреат международного фестиваля сатиры и юмора «Мастер Гамбс», на котором ему вручили почётный приз — персональный «двенадцатый» золотой стульчик.

## Личная жизнь
Первая жена — Людмила (ныне умерла). Дочь Виктория живёт в США.
Вторая жена — Лариса Милевна Филимонова (род. 20 августа 1954) с 19 сентября 1980 года, с 1975 года жили в гражданском браке. Дочь — Карина Филимонова (род. 20 мая 1976), её муж Андрей Опацкий. В 2005 году работала продюсером на американском русскоязычном канале RTVI, позже стала гештальттерапевтом, психологом, мастером Рэйки, сексологом и психотерапевтом.

## Фильмография
- 1988 — Криминальный талант — официант
- 1991 — Как это делалось в Одессе
- 1991 — Семь дней с русской красавицей — одесский милиционер
- 1997 — Аферы, музыка, любовь — офицер полиции
- 2005 — Мальчишник, или Большой секс в маленьком городе — озвучивал милиционера

### ТВ
- 1986—1988 — КВН (Первая программа ЦТ)
- 1991—2005 — Джентльмен-шоу (РТР, ОРТ, Интер) — ведущий и актёр
- 1993—1994, 1998 — Маски-шоу (РТР)
- 2001—2002 — Филимонов и компания (СТС) — ведущий и актёр (радистка Кэт/курсант Пузырюк/Элка/пан Петро Галушка и другие роли)
- 2001—2002 — Сделай мне смешно (СТС) — ведущий
- 2001—2004 — Камера смеха (Интер, ДТВ) — ведущий
- 2003—2004 — Смеходром (ДТВ) — ведущий
- 2006—2015 — Голые и смешные (Интер, Перец) — автор сценария
- 2012 — Приколисты (Перец) — автор сценария

Сыграл около 600 ролей.

### Театр
Осенью 2013 года играл роль в спектакле «Ураган по имени Одесса» в киевском театре «Актёр» (художественный руководитель Игорь Славинский), авторы пьесы — Александр Тарасуль, Евгений Хаит и Виктор Явник.

## Политическая позиция
Олег Филимонов считает себя патриотом Украины и Одессы. Он сказал: «Я стою на том, что Украина должна быть независимой». Вместе со своими коллегами-актёрами Олег Филимонов устраивает благотворительные представления для военных, возвращающихся в Одессу из зоны боевых действий.

В 2016 году Олег Филимонов начал разговаривать на украинском языке. Филимонов сказал:
Я очень хочу выучить украинский язык, очень люблю его, я живу в Украине. В Америке я разговариваю на английском, во Франции — на французском, в Италии — сейчас учу итальянский и пытаюсь говорить на нём, поэтому естественно, что на своей Родине должен разговаривать на украинском!
По поводу событий 2 мая 2014 года Филимонов сказал:
Какая-то горстка отщепенцев ходила по Куликову полю, размахивала чужими флагами… 2 мая в Одессе было инспирировано, заранее продумано. Там были какие-то люди из Приднестровья, засланные казачки, которые залезли на крышу Дома профсоюзов
Я считаю, что никакие политические амбиции кого бы то ни было – тех, других – не важно, не стоят ни одной жизни. А тут погибло более 40 человек. И самое парадоксальное – прошло 6 лет, и мы не получили ответ на вопрос "Что произошло?". Никто же не может ответить на вопрос: "Что на самом деле произошло?". Как начался пожар? Пока окончательного ответа на этот вопрос не будет, я не могу комментировать. Я могу не поддерживать их политическую точку зрения, но мне больно за людей, которые погибли, и их семьи.